# Trinomys iheringi
Trinomys iheringi är en däggdjursart som beskrevs av Thomas 1911. Trinomys iheringi ingår i släktet Trinomys och familjen lansråttor. Inga underarter finns listade i Catalogue of Life.
Artepitet i det vetenskapliga namnet hedrar den tyska zoologen Hermann von Ihering.
Denna gnagare förekommer med flera från varandra skilda populationer i delstaterna São Paulo och Rio de Janeiro i Brasilien. Den lever i skogar i låglandet.
Hannarnas revir är med cirka 1,37 hektar större än honornas revir som mäter cirka 0,86 hektar. Per år förekommer upp till fyra kullar. Honor blir könsmogna efter ungefär 240 dagar.